# Xerocomus macrobbii
Xerocomus macrobbii är en svampart som beskrevs av McNabb 1968. Xerocomus macrobbii ingår i släktet Xerocomus och familjen Boletaceae.   Inga underarter finns listade i Catalogue of Life.